# UFC Fight Night: Thompson vs. Till
UFC Fight Night: Thompson vs. Till（ユーエフシー・ファイトナイト：トンプソン・バーサス・ティル、別名UFC Fight Night 130）は、アメリカ合衆国の総合格闘技団体「UFC」の大会の一つ。2018年5月27日、イングランド・リヴァプールのエコー・アリーナで開催された。

## 大会概要
本大会ではスティーブン・トンプソンとダレン・ティルによるウェルター級戦が組まれた。
CWFC女子フライ級王者モリー・マッキャンがUFCデビュー。

## 試合結果

### アーリープレリム
第1試合 ミドル級 5分3R
○  イライアス・テオドロウ vs.  トレバー・スミス ×
3R終了 判定3-0（30-27、30-27、29-28）

### プレリミナリーカード
第2試合 57.6kg契約 5分3R
○  ジリアン・ロバートソン vs.  モリー・マッキャン ×
2R 2:05 TKO（リアネイキッドチョーク）
※マッキャンの体重超過によりフライ級から変更。
第3試合 ウェルター級 5分3R
○  カルロ・ペデルソリ vs.  ブラッド・スコット ×
3R終了 判定2-1（28-29、29-28、29-28）
第4試合 女子バンタム級 5分3R
○  リナ・ランズバーグ vs.  ジーナ・マザニー ×
3R終了 判定3-0（30-27、30-27、29-28）
第5試合 ミドル級 5分3R
○  トム・ブリーズ vs.  ダニエル・ケリー ×
1R 3:33 TKO（左アッパー→パウンド）

### メインカード
第6試合 ミドル級 5分3R
○  ダレン・スチュワート vs.  エリック・スパイスリー ×
2R 1:47 TKO（左ジャブ→パウンド）
第7試合 ウェルター級 5分3R
○  クラウディオ・シウバ vs.  ノーディン・タレブ ×
1R 4:31 リアネイキッドチョーク
第8試合 フェザー級 5分3R
○  マクワン・アミルカーニ vs.  ジェイソン・ナイト ×
3R終了 判定2-1（27-30、29-28、29-28）
第9試合 フェザー契約 5分3R
○  アーノルド・アレン vs.  マッズ・バーネル ×
3R 2:41 ギロチンチョーク
第10試合 ウェルター級 5分3R
○  ニール・マグニー vs.  クレイグ・ホワイト ×
1R 4:32 KO（パウンド）
第11試合 79.1kg契約 5分5R
○  ダレン・ティル vs.  スティーブン・トンプソン ×
5R終了 判定3-0（48-47、49-46、49-46）
※ティルの体重超過によりウェルター級から変更。

### 各賞
ファイト・オブ・ザ・ナイト： 該当者なし
パフォーマンス・オブ・ザ・ナイト： アーノルド・アレン、クラウディオ・シウバ、ダレン・スチュワート、トム・ブリーズ
各選手にはボーナスとして5万ドルが授与された。

### カード変更
負傷などによるカードの変更は以下の通り。